# Kiriwina-Stachelnasenbeutler

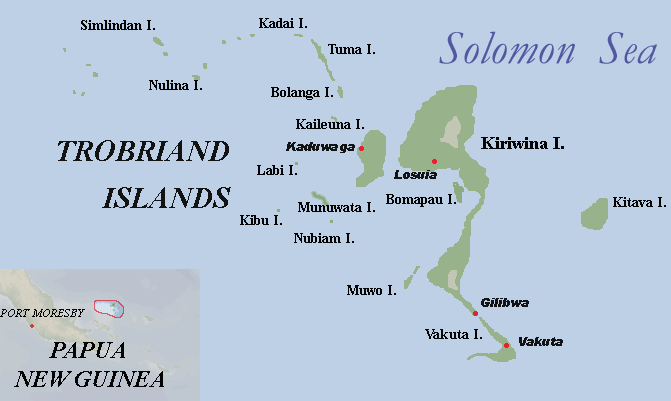
Das Verbreitungsgebiet des Kiriwina-Stachelnasenbeutlers

Der Kiriwina-Stachelnasenbeutler (Echymipera davidi) ist eine Beuteltierart, die bisher nur von der Insel Kiriwina, die zu den Trobriand-Inseln südöstlich von Neuguinea gehört, bekannt ist.
Mit dem Artzusatz im wissenschaftlichen Namen ehrte Tim Flannery seinen Sohn David.

## Merkmale
Bisher wurden lediglich zwei Männchen des Kiriwina-Stachelnasenbeutlers vermessern. Sie hatten eine Kopfrumpflänge von 32 bzw. 40 cm. Eines der Tiere hatte einen 10,8 cm langen Schwanz und ein Gewicht von 950 g. Maße für weibliche Tiere liegen nicht vor. Der Kiriwina-Stachelnasenbeutler ist einheitlich braun gefärbt. Im Fell finden sich sowohl weiche als auch borstige Haare. Die Schnauze ist, verglichen mit der anderer Nasenbeutler, relativ kurz. Die Ohren sind klein und dunkel. Die Oberseiten von Vorder- und Hinterfüßen sind mit kurzen, braunen Haaren bedeckt. Im Unterschied zum Roten Stachelnasenbeutler (Echymipera rufescens) und zum Clara-Stachelnasenbeutler (Echymipera clara) sind die Sohlen der Hinterfüße nicht dunkel.

## Lebensraum und Lebensweise
Die Insel Kiriwina ist dicht vom Menschen besiedelt. Nur kleine Bereiche der flachen, maximal 100 Meter hohen Insel bestehen aus vom Menschen bisher nicht beeinträchtigtem Primärwald oder Sümpfen. Der Kiriwina-Stachelnasenbeutler lebt anscheinend auch in jungen Sekundärwäldern nahe menschlicher Siedlungen. Über die Ernährung, das Fortpflanzungsverhalten und das sonstige Verhalten ist bisher nichts bekannt.

## Gefährdung
Die IUCN listet den Kiriwina-Stachelnasenbeutler als stark gefährdet (Endangered) aber es liegen nur wenige Daten vor um den Status der Art zu beurteilen. Die Insel Kiriwina ist sehr klein (545 km²) und dicht vom Menschen besiedelt. Der vom Kiriwina-Stachelnasenbeutler genutzte Lebensraum soll nur 280 km² groß sein. Ob die Tiere auch auf anderen Trobriand-Inseln vorkommen ist bisher unbekannt.

## Belege
1. ↑  Beolens, Watkins & Grayson: The Eponym Dictionary of Mammals. Johns Hopkins University Press, Baltimore 2009, ISBN 978-0-8018-9304-9, S. 101 (David).
2. 1 2  Christopher Dickman: Family Peramelidae (Bandicoots and Echymiperas). in Don E. Wilson, Russell A. Mittermeier: Handbook of the Mammals of the World – Volume 5. Monotremes and Marsupials. Lynx Editions, 2015, ISBN 978-84-96553-99-6, Seite 395.
3. ↑  Echymipera davidi in der Roten Liste gefährdeter Arten der IUCN 2016. Eingestellt von: Leary, T., Wright, D., Hamilton, S., Singadan, R., Menzies, J., Bonaccorso, F., Salas, L., Seri, L., Dickman, C., Helgen, K. & Aplin, K., 2016. Abgerufen am 2. September 2018.